# Jacobus Hendrik Pierneef
Jacobus Hendrik (Henk) Pierneef (meestal aangeduid als Pierneef) (Pretoria, 13 augustus 1886 – aldaar, 4 oktober 1957) was een Zuid-Afrikaanse landschapsschilder, algemeen beschouwd als een van de beste van de oude Zuid-Afrikaanse meesters. Zijn werk werd sterk beïnvloed door het Zuid-Afrikaanse landschap.
De meeste van zijn landschappen waren van het Zuid-Afrikaanse hoogveld. De stijl van Pierneef was om het landschap te vereenvoudigen tot geometrische structuren, met behulp van platte vlakken, lijnen en kleur om de harmonie en orde in de natuur te presenteren. Dit resulteerde in een geformaliseerd, geordend en vaak monumentaal uitzicht op het Zuid-Afrikaanse landschap, onbewoond en met dramatisch licht en kleur.
Het werk van Pierneef is wereldwijd te zien in vele particuliere, zakelijke en openbare collecties, waaronder het Africana Museum, Durban Art Gallery, Johannesburg Art Gallery, Nelson Mandela Metropolitan Art Museum, Pierneef Museum en de Pretoria Art Gallery.

## Levensgeschiedenis
Pierneef werd geboren in Pretoria, van Nederlandse en Boeren afkomst. Hij begon zijn middelbare schoolperiode aan de Staatsmodelschool (letterlijk "modelstaatsschool") waar hij zijn eerste kunstlessen volgde, maar deze werd onderbroken door de Tweede Boerenoorlog. Vanwege de oorlog besloot de familie Pierneef in 1901 terug te keren naar Nederland. Daar studeerde Pierneef aan de Rotterdamse Kunstakademie. In die tijd kwam hij ook in aanraking met het werk van de oude meesters.
Pierneef keerde op 18-jarige leeftijd terug naar Pretoria, waar hij in contact kwam met en aangemoedigd werd door reeds gevestigde Zuid-Afrikaanse kunstenaars zoals zijn peetvader Anton van Wouw, Hugo Naude en Frans Oerder. Zijn eerste publieke tentoonstelling, waar zijn werk over het algemeen goed werd ontvangen, was bij van Wouw en Naude in 1902. Hij werkte bijna tien jaar 's nachts in de Staatsbibliotheek en schilderde overdag in zijn atelier. In 1910 trouwde Pierneef met de 12 jaar oudere Agatha Delen.
Pierneef hield zijn eerste solotentoonstelling in 1913. Zijn tweede solotentoonstelling vond twee jaar later plaats. In deze periode maakte hij ook verschillende illustraties voor tijdschriften en boeken.
In 1918 verliet Pierneef de Staatsbibliotheek en begon een carrière als kunstdocent aan de Zuid-Afrikaanse Heidelberg College of Education. In dat jaar schilderde hij ook het bushkamp van Anton van Wouw, waarvan tot op de dag van vandaag twee versies over zijn.
Het jaar daarop begon Pierneef ook tekenlessen te geven aan het Pretoria College of Education. Deze functies gaven hem de mogelijkheid om zich op zijn kunst te concentreren en hij nam deel aan vele succesvolle solo- en groepstentoonstellingen van 1920 tot 1921. Door de erkenning die hij kreeg, realiseerde Pierneef zich dat hij de trend zette voor een unieke Zuid-Afrikaanse stijl. Persoonlijk was het een moeilijke tijd in zijn leven - zijn vrouw Agatha leed aan een psychische stoornis en begon ook haar gezichtsvermogen te verliezen.
Pierneef nam ontslag als docent en werd in 1923 fulltime schilder, vanwege meningsverschillen over het curriculum met het ministerie van Onderwijs.
Pierneef bezocht Zuidwest-Afrika (nu Namibië) van 1923 tot 1924, waar hij uitgebreid schetste voor schilderijen die later in zijn atelier zouden worden voltooid. Deze zouden later worden beschouwd als enkele van zijn beste werken.
Ondanks zijn successen had hij financiële problemen en moest hij zijn toevlucht nemen tot andere banen. Tijdens een van deze, een reclameproject om de grond rond de Hartebeespoortdam te verkopen, ontmoette hij zijn toekomstige tweede vrouw, de Nederlandse May Schoep. Pierneef scheidde van Agatha in 1923 en trouwde in 1924 met May.
Het echtpaar bezocht Europa van 1925 tot 1926, waar Pierneef zijn kunst promootte en ook de nieuwste kunststromingen bestudeerde. Ook hield hij een solotentoonstelling in Nederland, waar zijn tekeningen van Bosjesmannen veel aandacht trokken.

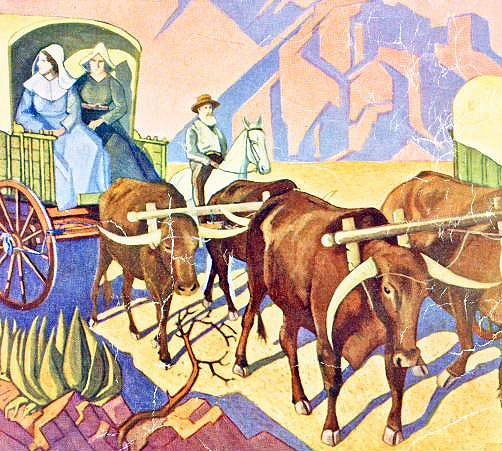
Die Groot Trek
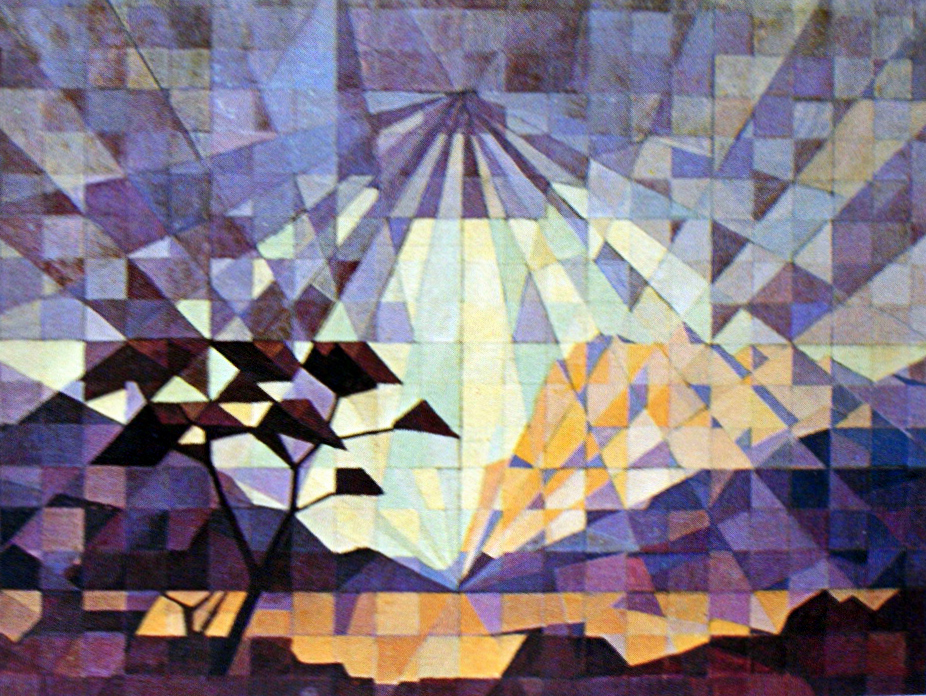
Kubistisch werk (1928)
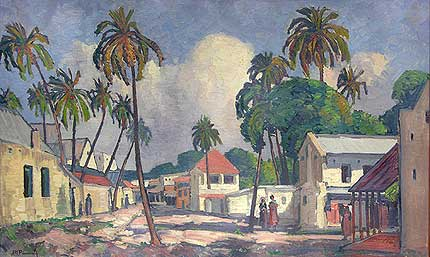
Dar-es-Salaam
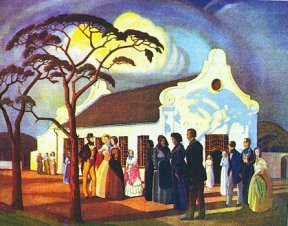
Geloftekerk

In 1927 werd de dochter van Pierneef geboren en hij hield een zeer succesvolle tentoonstelling van 86 van zijn werken in Pretoria. Tijdens zijn solotentoonstelling het jaar daarop had hij echter enkele abstracte moderne werken te zien, die slecht werden ontvangen, waarna hij terugkeerde naar zijn oude stijl. De naam van zijn dochter was Marita ("Mickie") Pierneef.
Pierneef nam in 1929 een opdracht aan om 32 panelen te schilderen voor het interieur van het toen nieuwe treinstation van Johannesburg, een taak die hij in 1932 voltooide. Sinds 2002 staat de complete set van tweeëndertig panelen, achtentwintig landschappen en vier boomtaferelen op lange lening van de Transnet Foundation aan de Rupert Art Foundation en zijn ook tentoongesteld in het Jan Rupert Centre in Graaff-Reinet. De panelen worden beschouwd als enkele van zijn beste werk.
In 1933 kreeg Pierneef de opdracht om zeven muurschilderingen te maken voor South Africa House, de Zuid-Afrikaanse ambassade op Trafalgar Square, Londen. Pierneef voltooide dit werk in 1934.

## Onderscheidingen
Pierneef ontving tijdens zijn leven talloze onderscheidingen, waaronder:
- 1935 - De medaille voor beeldende kunst voor zijn Johannesburg Station Panels en voor zijn panelen in South Africa House in Londen.
- 1951 - Eredoctoraat, Universiteit van Natal.
- 1957 - Eredoctoraat in de wijsbegeerte, Universiteit van Pretoria.
- 1957 - Erelidmaatschap van de Zuid-Afrikaanse Academie voor Wetenschap en Kunst (Suid-Afrikaanse Akademie vir Wetenskap en Kuns).